# Краснорецкий, Николай Павлович
Николай Павлович Краснорецкий (1905—1941) — советский военачальник, полковник (1939). Командир 53-й стрелковой дивизии и 109-й моторизованной дивизии в период Великой Отечественной войны.

## Биография
Родился 18 апреля 1905 года в селе Выселки, Ставропольского уезда Самарской губернии.
С 1921 года призван в ряды РККА, с 1922 по 1925 год обучался в 12-й Ульяновской дважды Краснознамённой пехотной школе командного состава имени В. И. Ленина. С 1925 по 1927 год служил в Приволжском военном округе в составе 92-го стрелкового полка 32-й стрелковой дивизии в должностях командира взвода и роты.  С 1927 по 1929 год — курсовой офицер 12-й Ульяновской дважды Краснознамённой пехотной школы командного состава имени В. И. Ленина. С 1929 по 1936 год служил в составе 95-го стрелкового полка в должностях: командир учебного взвода, командир роты и учебного батальона. С 1936 по 1938 год — командир отдельного разведывательного батальона 32-й стрелковой дивизии в составе Особой Краснознамённой Дальневосточной армии, участник Хасанских боёв, за отличие в которых был дважды награждён орденом Красной Звезды. С 1938 по 1939 год — командир 218-го стрелкового полка 80-й стрелковой дивизии в составе Киевского военного округа.
С 1 июня 1939 по 31 июля 1941 года — командир 109-й моторизованной дивизии. В 1941 году окончил курсы усовершенствования высшего начальствующего состава Военной академии имени М. В. Фрунзе. С 26 июня 1941 года с началом Великой Отечественной войны дивизия вошла в состав 16-й армии Западного фронта, под его руководством части дивизии участвовали в Смоленской стратегической оборонительной операции, в том числе в боях за город Острог обороняя его от 11-й танковой дивизии вермахта. 27 июня в результате обстрела немецкой артиллерии полковник Н. П. Краснорецкий получил тяжёлое ранение под Шепетовкой. По воспоминаниям генерала М. Ф. Лукина об участии 16-й армии в Смоленском сражении: 

...В штабе уже кипела работа по организации обороны. Части 46-й стрелковой дивизии генерал-майора А.А. Филатова пока еще прибывали в район Корявино, Вейна, Колотовина. 152-й стрелковой дивизии полковника П.Н. Чернышева было приказано занять для обороны рубеж Каспля, Буда, Куприно. Остальные соединения были переданы в 20-ю армию. Они уже вели тяжелые бои западнее Орши на Днепре. Мне сказали, что эти соединения передаются в другую армию временно, но я, конечно, понимал, что они в 16-ю больше не вернутся. Утешало одно — они в боях с ненавистным врагом покажут себя с самой лучшей стороны, погибнут, но с поля боя не побегут. Я имел все основания так думать потому, что 109-я моторизованная дивизия и 115-й танковый полк 57-й танковой дивизии (командир полковник В. А. Мишулин) умело дрались за Шепетовку. 109-й моторизованной дивизией командовал высокообразованный, дисциплинированный, спокойный и рассудительный командир — полковник Николай Павлович Краснорецкий
.
С 24 сентября по 2 ноября 1941 года — командир 53-й стрелковой дивизии в составе 43-й армии, части дивизии воевали на Резервном и Западном фронтах. В составе 43-й армии дивизия под руководством Н. П. Краснорецкого участвовала в Вяземской оборонительной операции, начального этапа битвы за Москву. 2 октября 1941 года после начала немецкой наступательной операции «Тайфун» дивизия попадает в окружение и получает приказ пробиваться на северо-восток в направлении Юхнова, Мятлево, Медыни и Малоярославца. 7 октября 1941 года части дивизии пробились к селу Сергиевка, а двумя днями позже с курсантами Подольского училища форсировали реку Протва и вышли к Белоусово, в двадцати километрах северо-восточнее Малоярославца, где вела ожесточённые бои за этот город. 20 октября дивизия понесла тяжёлые потери в живой силе и технике и её остатки стали отходить в тыл советских войск. 21 октября директивой генерала Г. К. Жукова, 53-й стрелковой дивизии было приказано не отступать и сражаться до конца за Тарутино. 22 октября 1941 года полковник Н. П. Краснорецкий погиб в бою в районе деревни Чернишня у реки Нара.

## Награды
- два ордена Красной Звезды (16.08.1936, 25.10.1938)
- Медаль «XX лет Рабоче-Крестьянской Красной Армии» (1938)[9][10]
- Знак «Участнику Хасанских боёв»